# Marchena minuta
Marchena minuta är en spindelart som först beskrevs av George William Peckham och Elizabeth Maria Gifford Peckham 1888.  Marchena minuta ingår som enda art i släktet Marchena och familjen hoppspindlar. Inga underarter finns listade i Catalogue of Life.